# I Like How It Feels
"I Like How It Feels" (em português: "Eu gosto de como me sinto") é uma canção do cantor espanhol de pop Enrique Iglesias. A canção foi extraída como oitavo single oficial do nono álbum de estúdio e primeiro álbum bilíngue de Enrique, Euphoria, lançado em 2010. Foi usado para promover a versão deluxe do álbum, lançado em 2011.

## Antecedentes
"I Like How It Feels" foi produzida pelo renomado RedOne, que já trabalhou com Enrique em seus singles anteriores, "Takin' Back My Love", "I Like It" e "Dirty Dancer". A música vazou na internet no dia 8 de setembro de 2011, sendo assim antecipado seu carregamento no YouTube, realizado dia 10 de setembro de 2011. O vídeo já recebeu mais de 3 milhões de visualizações.

## Faixas
| Download Digital |                       | |                 |         |  |
| N.º              | Título                | Compositor(es) | Produtor(es)    | Duração |  |
| 1.               | "I Like How It Feels" | Enrique Iglesias, Nadir Khayat, Armando Pérez, Alex Papaconstantinou, Adam Baptiste, Björn Djupström, Bilal The Chef | RedOne e Alex P | 3:39    |  |

## Videoclipe

### Desenvolvimento
O videoclipe estreou dia 30 de setembro de 2011 na conta oficial de Enrique Iglesias no VEVO e no YouTube. O vídeo conta com a presença de vários artistas, incluindo os cantores Pitbull, Nicole Scherzinger, Juanes, Nayer, os atores Eva Longoria, Ken Jeong, George Lopez e a jogadora de tênis Serena Williams.

### Sinopse
O videoclipe possui uma temática bastante simples, e mostra cenas da turnê internacional de Enrique, a Euphoria Tour, usada para promover seu nono álbum de estúdio, Euphoria, lançado em 2010.

## Posição nas paradas musicais
| Parada (2010/11)                                  | Melhor posição |
| ------------------------------------------------- | -------------- |
| Austrália - (ARIA Charts)                         | 26             |
| Bélgica - (Tip Chart Flandres)                    | 31             |
| Bélgica - (Tip Chart Valônia)                     | 2              |
| Canadá - (Canadian Hot 100)                       | 11             |
| Dinamarca - (Tracklisten)                         | 31             |
| Espanha - (PROMUSICAE)                            | 28             |
| Eslováquia - (IFPI)                               | 21             |
| Estados Unidos - (Billboard Hot 100)              | 76             |
| Estados Unidos - Hot Dance Club Songs (Billboard) | 5              |
| Estados Unidos - Pop Songs (Billboard)            | 39             |
| Holanda - (Dutch Top 40)                          | 76             |
| Nova Zelândia - (RIANZ)                           | 19             |
| Roménia - (Romanian Top 100)                      | 67             |

## Histórico de lançamento
| País           | Data                   | Formato          | Gravadora          |
| -------------- | ---------------------- | ---------------- | ------------------ |
| Austrália      | 23 de setembro de 2011 | Download digital | Universal Republic |
| Bélgica        | 23 de setembro de 2011 | Download digital | Universal Republic |
| Suécia         | 23 de setembro de 2011 | Download digital | Universal Republic |
| Estados Unidos | 4 de outubro de 2011   | Download digital | Universal Republic |